# 印尼體育

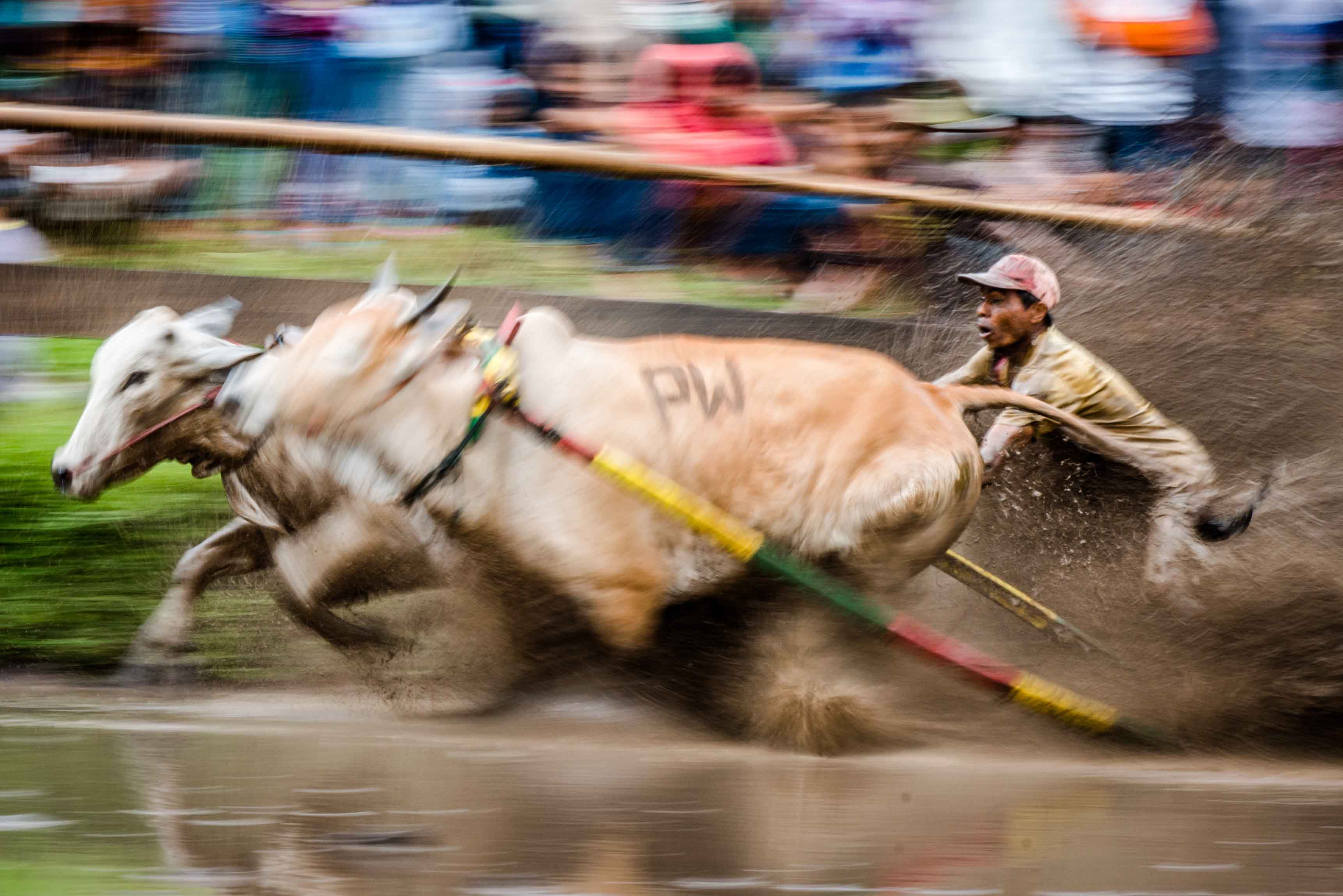
賽牛是印尼的傳統競技

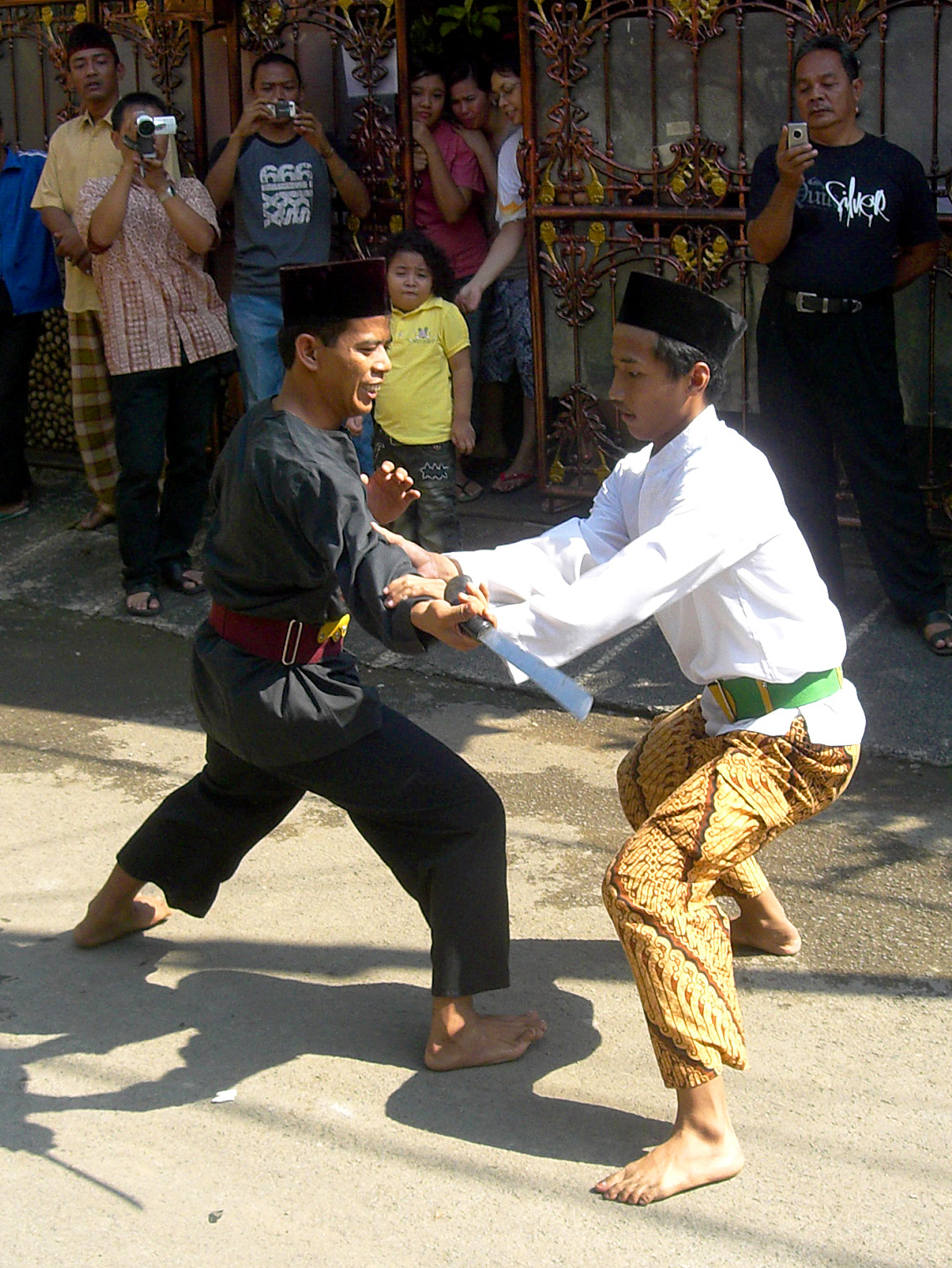
印尼本土武術班卡西拉

印尼的體育運動無論作為民眾自身參與的優閒活動或觀賞性運動都很受歡迎。當地流行的運動項目包括足球、五人制足球、排球、籃球、羽毛球，以及印尼本土武術班卡西拉（Pencak Silat）。羽毛球可以說是為印尼獲得最多獎項的運動。自1992年羽毛球運動首次被引入奧運會以來，印尼在每屆奧運會上都奪得了金牌，只有2012年和2024年夏季奧運會的羽毛球項目例外。在2024年奧運會上，印尼分別在攀岩和舉重項目中首次奪冠。

## 外部連結
- 印尼體育委員會